# Konrad Arndt
Konrad Willi Hermann Arndt (* 26. Juni 1899 in Stolp, Provinz Pommern; † 13. November 1940 bei Köln) war ein deutscher Gewerkschaftsfunktionär und Widerstandskämpfer.

## Leben
Konrad Arndt wuchs in seinem Elternhaus in Elmshorn auf, das sozialdemokratisch und von großer Armut geprägt war. Er erlernte nach seiner Schulausbildung den Beruf des Metallarbeiters und ging nach dem Ende des Ersten Weltkrieges zunächst als fahrender Handwerker auf Wanderschaft. Bevor er 1923 Gewerkschaftssekretär in Bautzen wurde, hatte er an verschiedenen Fortbildungen, so in der sozialistischen Heimvolkshochschule Tinz in Thüringen und in der Akademie der Arbeit in Frankfurt am Main, teilgenommen. 1926 wechselte er als Arbeitersekretär des Allgemeinen Deutschen Gewerkschaftsbundes zu dessen Ortsausschuss in Wiesbaden. Arndt betätigte sich politisch und wurde Mitglied im Reichsbanner Schwarz-Rot-Gold und von 1931 an als führende Kraft in der Eisernen Front. Sie war ein Zusammenschluss des Reichsbanners mit dem Allgemeinen Deutschen Gewerkschaftsbund, dem Allgemeinen freien Angestelltenbund, der SPD sowie des Arbeiter-Turn- und Sportbundes mit dem Ziel, radikale „republikfeindliche“ Bestrebungen abzuwehren.
Am 24. März 1933 wurde er in seiner Eigenschaft als SPD-Stadtverordneter Opfer eines Messerattentats und erlitt lebensgefährliche Verletzungen. Täter waren drei SA-Leute in Zivil. Er kam in das KZ Esterwegen. Die Nationalsozialisten versuchten, ihn zur Mitarbeit in der Deutschen Arbeitsfront zu bewegen. Arndt blieb seiner Linie treu und hielt trotz ständiger Observationen, Hausdurchsuchungen und Inhaftierungen Kontakt zu Gesinnungsgenossen, die konspirativ in Frankfurt und Umgebung aktiv waren. 1935 wurde er erneut festgenommen und im Oktober in das KZ Sachsenhausen gebracht, wo er wieder einmal fürchterlichen Qualen ausgesetzt war. Seine Entlassung im Herbst 1938 war mit der Auflage verbunden, sich ständig bei der GeStaPo zu melden. Trotz dieser Beschränkungen wirkte er weiter gegen das NS-Regime. Um weiteren Repressalien zu entgehen, meldete sich Arndt im Herbst 1939 freiwillig zur Wehrmacht und kam zu einer Kraftwagen-Einheit, wo  eine Widerstandsgruppe, die aus Mitarbeitern der Karlsruher Lebensversicherung bestand, einen weiteren Stützpunkt errichtet hatte. Hier hielt die Gruppe, zu der auch der spätere Bundesfinanzminister Alex Möller gehörte, Verbindung zu belgischen Widerständlern. Arndt führte in deren Auftrag Kurierfahrten durch und  verunglückte auf dem Rückweg von einer Dienstreise nach Belgien in der Nähe von Köln  tödlich. Die Unglücksumstände blieben letztlich ungeklärt, jedoch gibt es starke Indizien, dass er von SS-Leuten ermordet wurde.

## Familie
Arndt war mit Anna Babette (Betty) Stunz (1899–1984) verheiratet. Aus der Ehe stammen die Söhne Rudi (1927–2004, von 1972 bis 1977 Oberbürgermeister in Frankfurt) und Günter (* 1925), 1942 wegen NS-kritischer Äußerungen aus dem Lehrerdienst gewiesen und an die Ostfront geschickt. 1949 kehrte er aus sowjetischer Kriegsgefangenschaft heim.